# William Worthington
Ne doit pas être confondu avec William Henry Worthington.
Pour les articles homonymes, voir Worthington.
William Worthington, né le 8 avril 1872 à Troy (État de New York) et mort le 9 avril 1941 à Beverly Hills (Californie), est un acteur et réalisateur américain.

## Biographie
Il commence sa carrière comme chanteur d'opéra et acteur de théâtre. Il débute au cinéma comme acteur puis il se concentre sur la réalisation et devient le directeur d'une société de production, Multicolor, qui sera rachetée par Cinecolor en 1932.
Il est resté actif comme acteur jusqu'à sa mort en 1941.

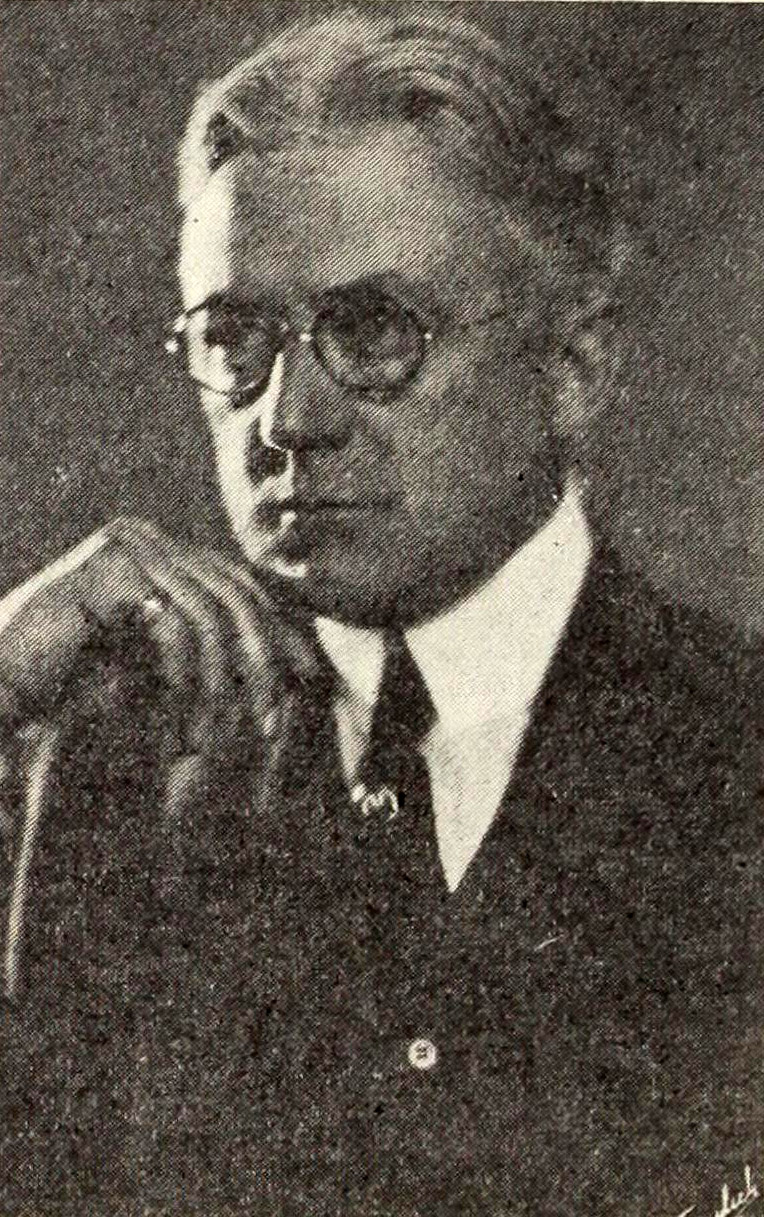
William Worthington (1921)

## Filmographie

### en tant qu'acteur
- 1913 : Back to Life de Allan Dwan
- 1913 : The Barrier of Bars de Allan Dwan
- 1914 : Damon and Pythias de Otis Turner : Damon
- 1914 : Called Back de Otis Turner : Dr Manuel Ceneri
- 1914 : The Opened Shutters de Otis Turner : Thinkright Johnson
- 1914 : The Spy de Otis Turner : George Washington
- 1914 : Samson de J. Farrell MacDonald : Ladal
- 1914 : A Prince of Bavaria de Frank Lloyd : Peter Carson
- 1914 : As the Wind Blows de Frank Lloyd : le mari
- 1914 : The Vagabond de Frank Lloyd : le père
- 1914 : A Page from Life de Frank Lloyd : Carter
- 1914 : The Link That Binds de Frank Lloyd : McClain
- 1914 : The Chorus Girl's Thanksgiving de Frank Lloyd
- 1921 : High Heels de Lee Kohlmar : Joshua Barton
- 1923 : La Déesse rouge (The Green Goddess) de Sidney Olcott: le grand-prêtre
- 1923 : Red Lights de Clarence G. Badger : Luke Carson
- 1925 : The Awful Truth de Paul Powell
- 1926 : Her Honor the Governor de Chet Withey
- 1926 : Kid Boots de Frank Tuttle : le père d'Eleanor
- 1927 : The Return of Boston Blackie de Harry O. Hoyt
- 1928 : Good Morning, Judge de William A. Seiter : M. Grey Senior
- 1928 : Mariage à l'essai (Half a Bride) de Gregory La Cava : M. Winslow
- 1931 : Hors du gouffre (The Man Who Came Back) de Raoul Walsh : Capitaine Gallon
- 1931 : Shipmates de Harry Pollard : Amiral Schuyler
- 1932 : The Trial of Vivienne Ware de William K. Howard : assistant de l'avocat de la défense
- 1932 : Échec au prince (No More Orchids) de Walter Lang : Cannon
- 1933 : I Loved a Woman de Alfred E. Green : Jefferson
- 1933 : Morning Glory de Lowell Sherman : un banquier
- 1933 : La Soupe au canard (Duck Soup) de Leo McCarey : un ministre des finances
- 1933 : Un danger public (Picture Snatcher) de Lloyd Bacon : journaliste (non crédité)
- 1934 : Le Monde en marche (The World Moves On) de John Ford : le juge du duel
- 1934 : The Man Who Reclaimed His Head de Edward Ludwig
- 1934 : Mademoiselle Général (Flirtation Walk) de Frank Borzage : un civil
- 1934 : You Can't Buy Everything de Charles F. Riesner : un caissier
- 1934 : One Exciting Adventure de Ernst L. Frank : un portier
- 1935 : A Night at the Ritz de William McGann : un banquier
- 1935 : Un drame au casino (The Casino Murder Case) de Edwin L. Marin : le premier enchérisseur
- 1935 : Cardinal Richelieu de Rowland V. Lee : le chambellan du roi
- 1935 : Orchids to You de William A. Seiter : un juge à l'exposition florale
- 1935 : Symphony of Living de Frank R. Strayer
- 1935 : If You Could Only Cook de William A. Seiter : M. Fletcher
- 1935 : Aimez-moi toujours (Love Me Forever) de Victor Schertzinger
- 1935 : A Notorious Gentleman de Edward Laemmle
- 1935 : The President Vanishes de William A. Wellman : un sénateur
- 1935 : Diamond Jim de A. Edward Sutherland : un homme au bar
- 1935 : The Keeper of the Bees de Christy Cabanne : Colonel
- 1935 : In Old Kentucky de George Marshall
- 1935 : Grand Exit de Erle C. Kenton : un docteur
- 1935 : Le Secret magnifique (Magnificent Obsession) de John M. Stahl : un homme sur le bateau
- 1936 : Le vagabond dangereux (Dangerous Intrigue) de David Selman : un cadre
- 1936 : The Crime of Dr. Forbes de George Marshall : un docteur de la faculté
- 1936 : Le Doigt qui accuse (The Accusing Finger) de James Hogan : un sénateur
- 1936 : Alibi for Murder de D. Ross Lederman : John J. Foster
- 1936 : The Final Hour (en) de D. Ross Lederman : un juge
- 1937 : The Devil's Playground de Erle C. Kenton : Vice-amiral
- 1937 : Man of the People de Edwin L. Marin : un juge
- 1937 : The Toast of New York de Rowland V. Lee : un juge
- 1937 : Woman-Wise de Allan Dwan : un invité au café
- 1937 : Ready, Willing and Able de Ray Enright : le mari (vieux couple)
- 1937 : Battle of Greed de Howard Higgin : le juge Avery
- 1937 : La Voix qui accuse (The Great Gambini) de Charles Vidor : un vieil homme
- 1937 : Missing Witness de William Clemens
- 1937 : L'Île du Diable (Alcatraz Island) de William McGann
- 1937 : Can This Be Dixie? de George Marshall : George Washington Peachtree
- 1938 : L'Enfant rebelle (The Beloved Brat) de Arthur Lubin : Dr Reynolds
- 1938 : Des hommes sont nés (Boys Town) de Norman Taurog : le gouverneur
- 1938 : La Pauvre Millionnaire (There Goes My Heart) de Norman Z. McLeod : un banquier
- 1938 : Le Mystérieux Docteur Clitterhouse (The Amazing Doctor Clitterhouse) de Anatole Litvak : un invité
- 1938 : Amants (Sweethearts) de W. S. Van Dyke : un homme au théâtre
- 1938 : Les Anges aux figures sales (Angels with Dirty Faces) de Michael Curtiz : un gardien
- 1938 : Gang Bullets de Lambert Hillyer
- 1938 : Hollywood Hotel de Busby Berkeley : un passant
- 1938 : Walking Down Broadway de Norman Foster : un juge
- 1938 : Un meurtre sans importance (A Slight Case of Murder) de Lloyd Bacon : un banquier
- 1938 : Accidents Will Happen de William Clemens : le propriétaire de voiture en colère
- 1938 : A Trip to Paris de Mal St. Clair : un conseiller
- 1938 : Sergeant Murphy de B. Reeves Eason : un juge au concours de chevaux
- 1938 : Je suis la loi (I Am the Law) de Alexander Hall : un membre du comité
- 1938 : Chasseurs d'accidents (The Chaser) de Edwin L. Marin : Dr Schuyler
- 1938 : Squadron of Honor de C. C. Coleman Jr. : le maire
- 1939 : Victoire sur la nuit (Dark Victory) de Edmund Goulding : le premier spécialiste
- 1939 : Monsieur Smith au Sénat (Mr. Smith Goes to Washington) de Frank Capra : un membre du comité
- 1939 : Pride of the Blue Grass de William McGann : un commissaire de course
- 1939 : Pacific Express (Union Pacific) de Cecil B. DeMille : Oliver Ames
- 1939 : First Offenders de Frank McDonald : un juge
- 1939 : Agent double (Espionage Agent) de Lloyd Bacon : un instructeur
- 1939 : 6,000 Enemies de George B. Seitz : Frank Jordan
- 1939 : The Forgotten Woman de Harold Young : un docteur
- 1939 : Hawaiian Nights d'Albert S. Rogell : un homme dans le hall de l'hôtel
- 1939 : Rio de John Brahm : un banquier américain
- 1940 : Abraham Lincoln (Abe Lincoln in Illinois) de John Cromwell
- 1940 : Law and Order (en) de Ray Taylor : Juge Williams
- 1941 : Les Oubliés (Blossoms in the Dust) de Mervyn LeRoy : un conseiller

### en tant que réalisateur
- 1916 : Love Never Dies
- 1916 : A Stranger from Somewhere
- 1917 : Bringing Home Father
- 1917 : The Car of Chance
- 1917 : The Clean-Up
- 1917 : The Clock
- 1917 : The Man Who Took a Chance
- 1917 : The Devil's Pay Day
- 1918 : Fils d'Amiral (His Birthright)
- 1918 : The Ghost of the Rancho
- 1918 : Vingt-et-un (Twenty-One)
- 1918 : The Beloved Traitor
- 1919 : Le Courage d'un lâche (The Courageous Coward)
- 1919 : Amours de Geisha (A Heart in Pawn)
- 1919 : The Gray Horizon
- 1919 : His Debt
- 1919 : Le Lotus d'or (The Tong-Man)
- 1919 : À tort et à travers (All Wrong), coréalisation de Raymond B. West
- 1919 : Pour l'honneur de sa race (Bonds of Honor)
- 1919 : Abnégation (The Dragon Painter)
- 1919 : Le Prince mystérieux (The Illustrious Prince)
- 1919 : Âme hindoue (The Man Beneath)
- 1920 : The Beggar Prince
- 1920 : The Silent Barrier
- 1921 : The Beautiful Gambler
- 1921 : Dr. Jim
- 1921 : Go Straight
- 1921 : The Greater Profit
- 1921 : Opened Shutters
- 1921 : The Unknown Wife
- 1922 : Afraid To Fight
- 1922 : Out of the Silent North
- 1922 : Tracked to Earth
- 1923 : The Bolted Door
- 1923 : Fashionable Fakers
- 1923 : Héros sans le savoir (Kindled Courage)
- 1924 : The Girl on the Stairs
- 1925 : Beauty and the Bad Man